# The Old Stagecoach
The Old Stagecoach è un cortometraggio muto del 1912 diretto da Fred Huntley.

## Produzione
Il film fu prodotto dalla Selig Polyscope Company.

## Distribuzione
Distribuito dalla General Film Company, il film - un cortometraggio di una bobina - uscì nelle sale cinematografiche statunitensil'11 giugno 1912. Nel Regno Unito, venne distribuito il 22 agosto 1912.